# Rio Frio (Arcos de Valdevez)
Pour les articles homonymes, voir Rio Frio.
Rio Frio est une freguesia (« paroisse civile ») du Portugal, rattachée au concelho (« municipalité ») d'Arcos de Valdevez et située dans le district de Viana do Castelo et la région Nord. Rio Frio se situe à une distance d'environ 10 km d'Arcos de Valdevez.
Cette paroisse du nord est principalement habitée par des émigrés portugais résidant en France et au Canada.

## Géographie
Rio Frio est limitrophe :
- au nord, de la freguesia de Senharei et Rio de Moinhos
- au nord-est, des freguesias de Gondoriz et de Prozelo
- à l'est, de la freguesia de Parada
- au sud-est, d'Arcos de Valdevez
- au sud, des freguesias de Miranda et de Cendufe
- au sud-ouest, de la freguesia de Miranda
- à l'ouest, de Corno do Bico
- au nord-ouest, du concelho de Paredes de Coura

## Économie
Les activités économiques de la paroisse sont l'agriculture, le petit commerce et la petite industrie.

## Histoire
Vers 1144/45, Afonso Peres fait don aux Templiers d'une terre appelée Saint-Jean de Rio Frio (S. João de Rio Frio) et on mentionne un premier commandeur Templier dès 1146.

## Tourisme
Bien que la freguesia ne développe pas le tourisme, elle possède néanmoins de jolis paysages, avec de belles cascades et de nombreux moulins à eau qui méritent de s'y arrêter. Elle abrite également des églises typiques de la région du Minho.

## Données diverses
- Superficie : 17,42 km2
- Population : 889 hab (2001)
- Densité : 51,0 hab/km2

## Subdivisions
La paroisse de Rio Frio est divisées en 26 lugares (localités, plus petite division au Portugal)
- Aveleiras
- Barqueiros
- Cachamundinho
- Caneiro
- Carvalhos
- Casa Nova
- Costa
- Eira da Vila
- Eiravade
- Enxerto
- Fôjo
- Gondião
- Grijô
- Grova
- Hospital
- Igreja
- Laceiras
- Madinha
- Outeiro
- Ranhados
- Rodelas
- Sabugal
- São Vicente
- Tanchado
- Veiga
- Vila Franca